# Ismênia

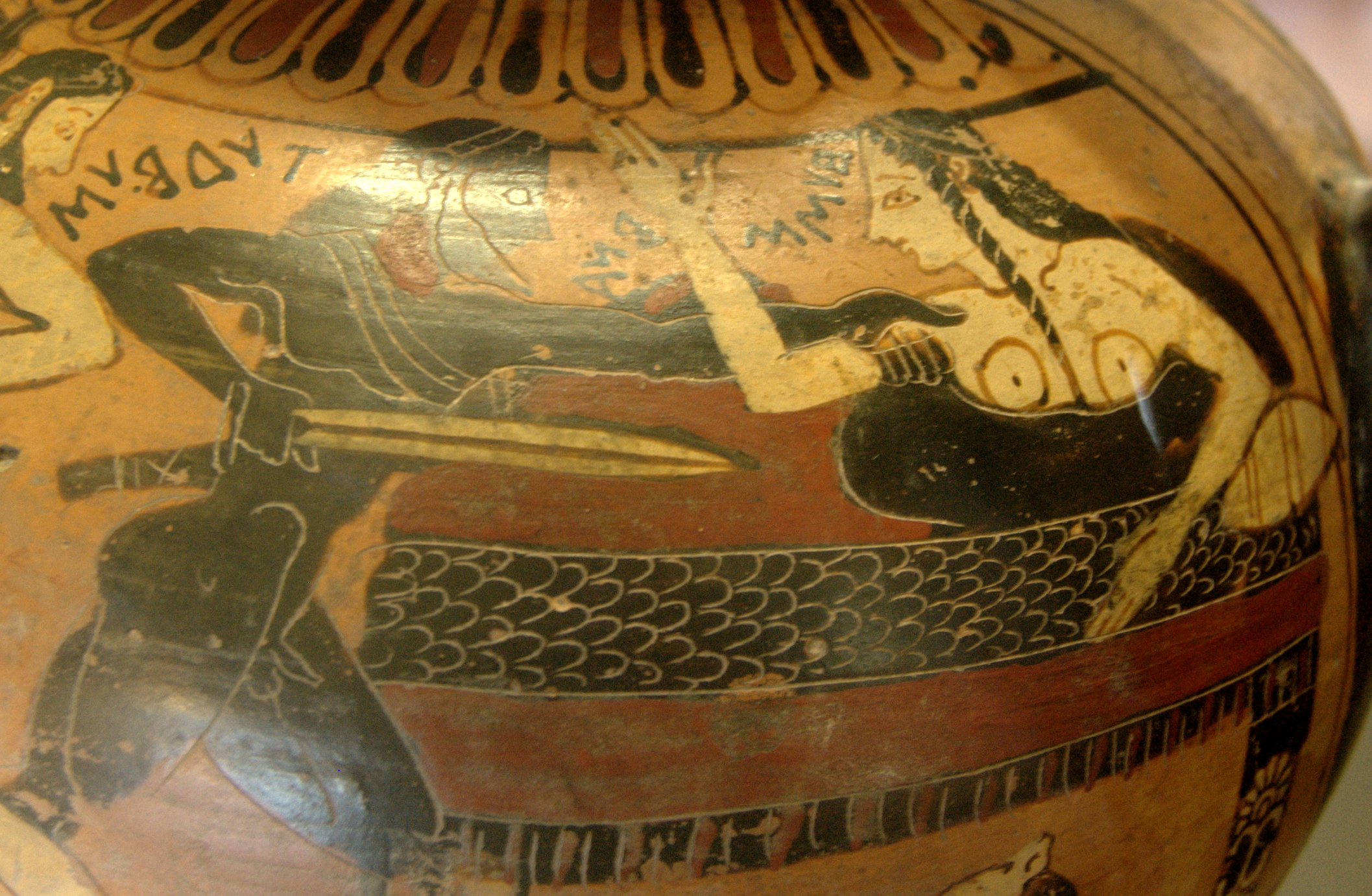
Tideu e Ismênia, ânfora coríntia, c. 560 a.C., Museu do Louvre (E 640)

Na mitologia grega, Ismênia (em grego moderno Ισμήνη) era irmã de Antígona, Polinice e Etéocles, filhos incestuosos de Édipo e da rainha Jocasta. Em uma outra versão, a mãe dos filhos de Édipo se chamava Eurygania, filha de Hyperphas. 
Era uma mulher frágil, ao contrário da irmã. Ficou triste com a partida de seu pai de Tebas, mas não tomou atitude nenhuma em relação a isso. Quando Creonte lavrou um decreto que proibia qualquer Tebano de enterrar o corpo de Polinice, morto na guerra contra Tebas, Antígona acabou desobedecendo a lei, e enterrando o irmão de ambas. Ismênia tentando defendê-la, tentou levar a culpa e ser morta no lugar da irmã, mas foi logo desmentida pela mesma. 